# Basilika Unserer Lieben Frau von El Valle

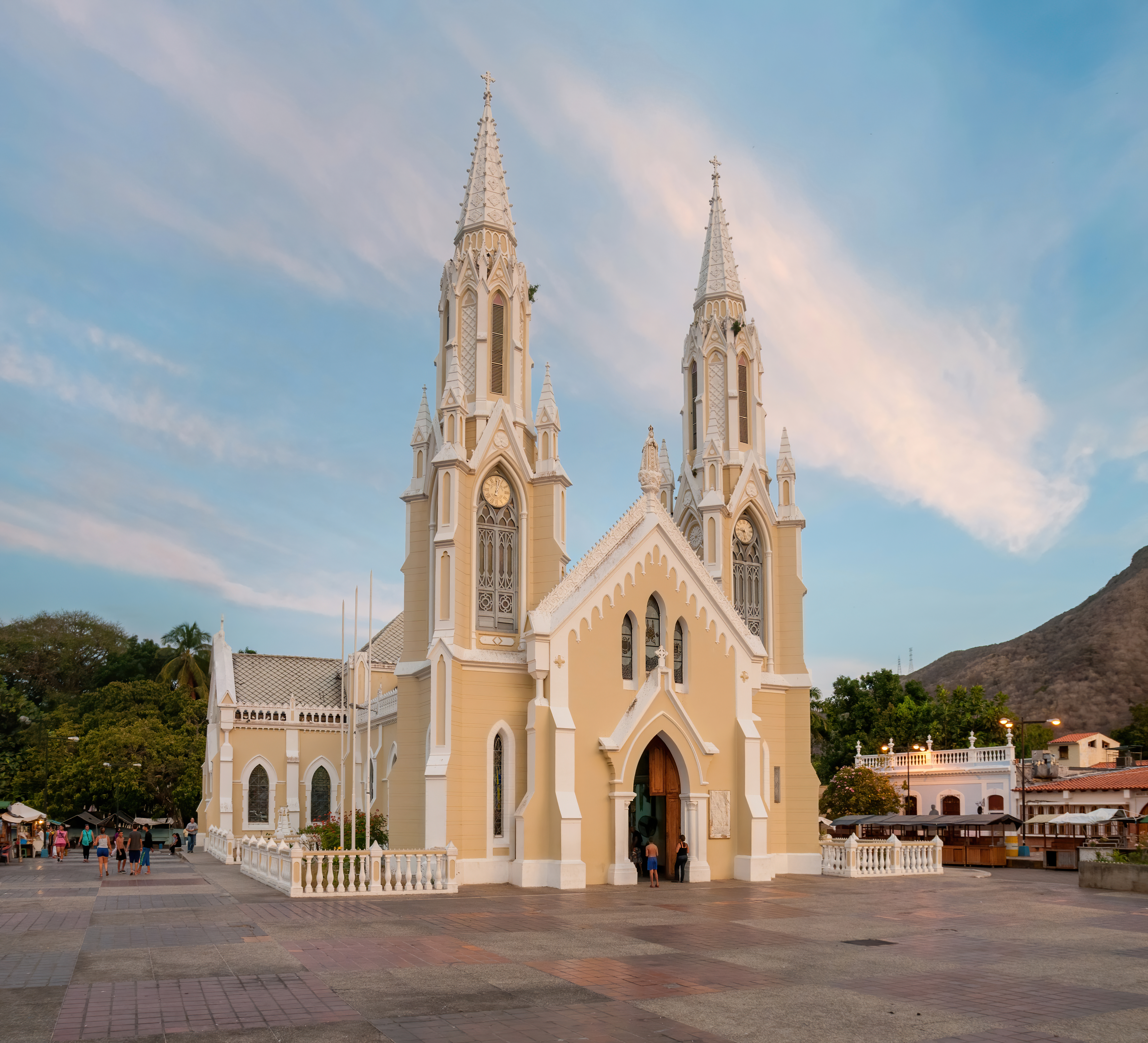
Fassade der Basilika

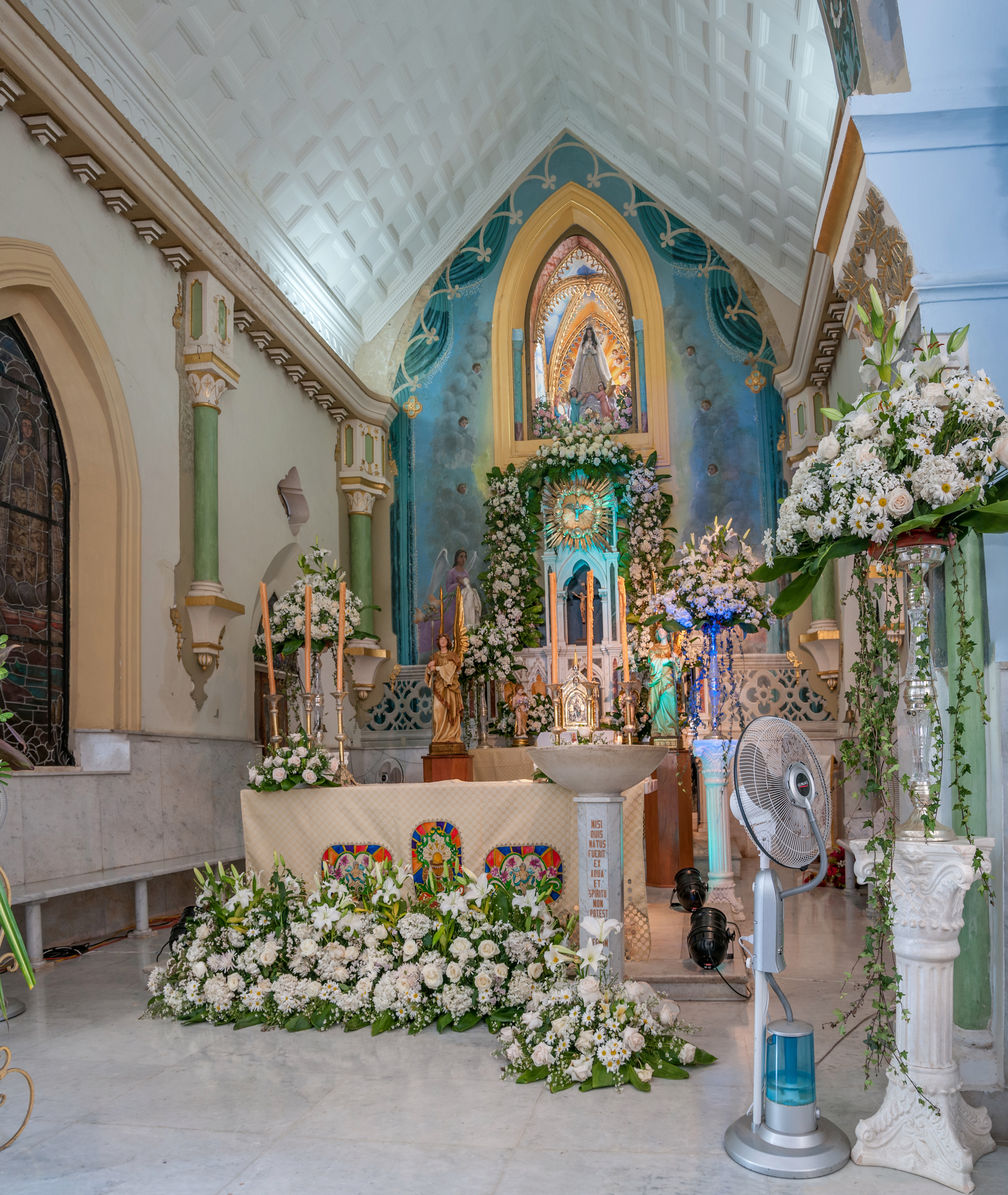
Geschmückter Altarraum

Die Basilika Unserer Lieben Frau von El Valle (spanisch Basílica Menor Nuestra Señora de El Valle) ist eine römisch-katholische Kirche in El Valle del Espíritu Santo, einem Ort bei Porlamar auf der Insel Margarita im venezolanischen Bundesstaat Nueva Esparta. Die Pfarrkirche des Bistums Margarita trägt das Marienpatrozinium der Virgen de Valle. Die Basilica minor ist denkmalgeschützt.

## Geschichte
Die spanischen Eroberer brachten das Marienbild in die Stadt Nueva Cádiz auf der Insel Cubagua. Nachdem ein starker Hurrikan diese Insel im Jahr 1542 getroffen hatte, wurde das Bild nach El Valle del Espíritu Santo auf der Insel Margarita verlegt, wobei das Bildnis in Jungfrau des Tals (spanisch Virgen del Valle oder Nuestra Señora del Valle) umbenannt wurde. Sie gilt als Schutzpatronin Ostvenezuelas, der Seeleute und der venezolanischen Marine. Die ursprünglich kleine Kirche wurde mehrmals umgebaut, wesentlich unter der Leitung von Pater Philip Martinez im Jahr 1733. Der heutige Bau stammt von 1894, bis 1940 wurde die Kirche mit den Türmen fertiggestellt.
Papst Pius X. gewährte am 8. September 1911 die kanonische Krönung der Marienstatue. Die Kirche wurde 1995 von Papst Johannes Paul II. zur Basilica minor erhoben.

## Bauwerk
Die einschiffige Kirche mit kreuzförmigem Grundriss wurde im Stil der Neogotik errichtet. Die Eingangsseite besteht aus dem Giebel des Langhauses mit einem Portal, der von den seitlichen und zurückversetzten Kirchtürmen eingerahmt wird. Im Bereich der Vierung ist das Dach angehoben. Die bedeutende Marienfigur steht in einer Nische oberhalb des Altars. Die Buntglasfenster sind einfach und hell gestaltet. Die Doppelturmfassade wird nachts angestrahlt. Das Diözesanmuseum liegt nahe der Kirche.